# Clot Gran
El Clot Gran és un indret a cavall dels termes municipals de Conca de Dalt, a l'antic terme de Toralla i Serradell, i Salàs de Pallars, al Pallars Jussà, en territori del poble de Rivert.
Està situat al sud del Pic de Lleràs i a llevant de la Roca Lleuda, a la capçalera del barranc de Fontfreda.